# Château Meyendorff
Le château Meyendorff ou Maiendorf (en russe : Майендорф) est un château néogothique qui fut la propriété du baron Bogdan von Meyendorff (1861–1941). Il se trouve dans le village de Podouchkino du raïon d’Odintsovo près de Moscou. C’est aujourd’hui une résidence du président de la fédération de Russie mise à disposition des chefs d'État étrangers lors de leurs visites officielles en Russie.

## Histoire

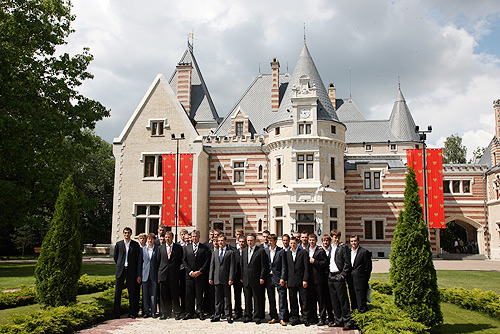
Le président Medvedev et l’équipe de football russe devant le château en juillet 2008.

Le baron Michael von Meyendorff, aristocrate germano-balte, fit réaménager ce château (construit en 1874) sur les terres de son épouse, née Nadejda Kazakova dans le domaine de Vériguino à Podouchkino, près du village de Barvikha. Il fit appel au fameux architecte Piotr Boïtsov (1849–après 1917) qui construisait des demeures en style néogothique. Le baron et sa famille vinrent se soigner en Europe occidentale en 1914 et ne purent retourner en Russie à cause de la guerre et ensuite de la révolution de 1917 et de la guerre civile qui s’ensuivit.
Lénine s’y installa quelque temps après la Révolution d’Octobre puis n’y retourna plus, mais le château servit tout de même de résidence officielle, avant de devenir en 1935 une maison de repos, c’est-à-dire dans le vocabulaire de l’époque une maison de vacances pour les officiels du conseil des ministres de l'URSS, dénommé le sanatorium Barvikha (un sanatorium à l’époque, en Russie soviétique, est une maison de vacances d’État).
Boulgakov, Korolev et Gagarine y vinrent s’y reposer en leur temps.
Le château servit d’hôpital militaire pendant la Grande Guerre patriotique (dénomination officielle de la guerre sur le front de l’Est par les Russes). Un monument funéraire sculpté par Evgueni Voutchetitch se trouve dans le petit cimetière militaire du parc.
Le château appartient aujourd’hui à l’administration présidentielle de Russie et des rencontres officielles avec des chefs d’État ou des chefs de gouvernement étrangers s’y déroulent, ainsi qu’avec des chefs de partis de la douma. C’est ici qu’a eu lieu, le 2 novembre 2008, la « déclaration de Meyendorff », à propos du Haut-Karabagh, signée par l’Azerbaïdjan, l’Arménie et la Russie.
Depuis novembre 2008, le site officiel de la présidence de Russie emploie la dénomination de « résidence d’État de Barvikha » pour qualifier le château Meyendorff, mais les médias comme l’Écho de Moscou ou l’agence RIA Novosti continuent d’utiliser le nom de château Meyendorff.
Les abords du château sont séparés depuis 2009 par une barrière métallique du reste du parc.

## Illustrations

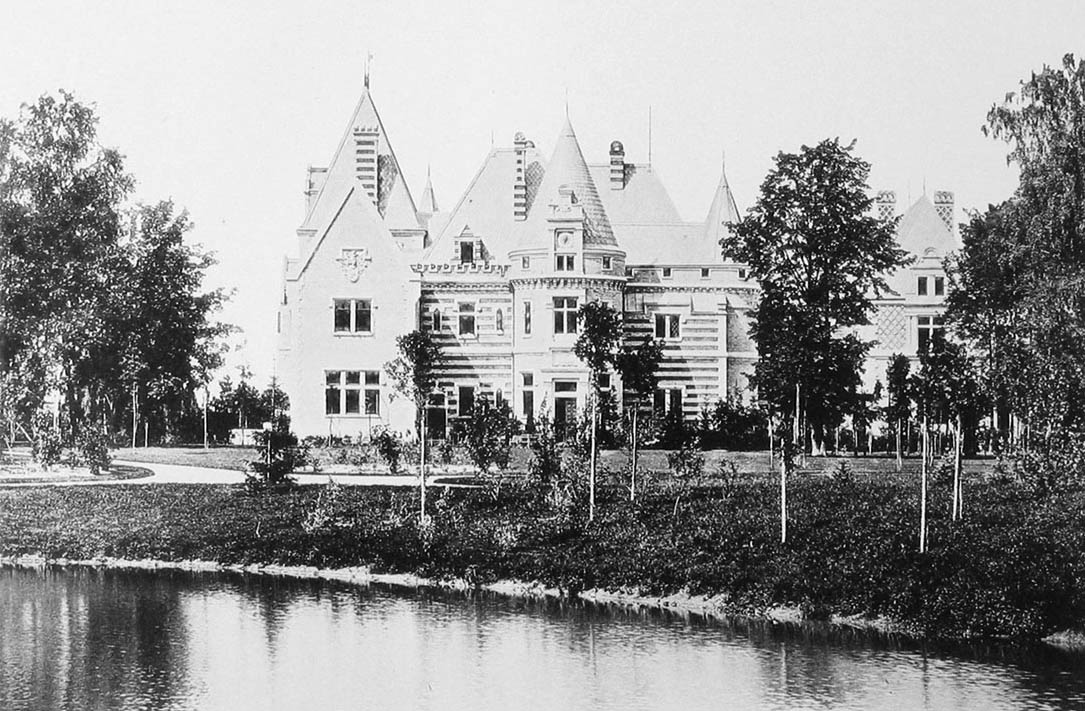
Le château vers 1890.
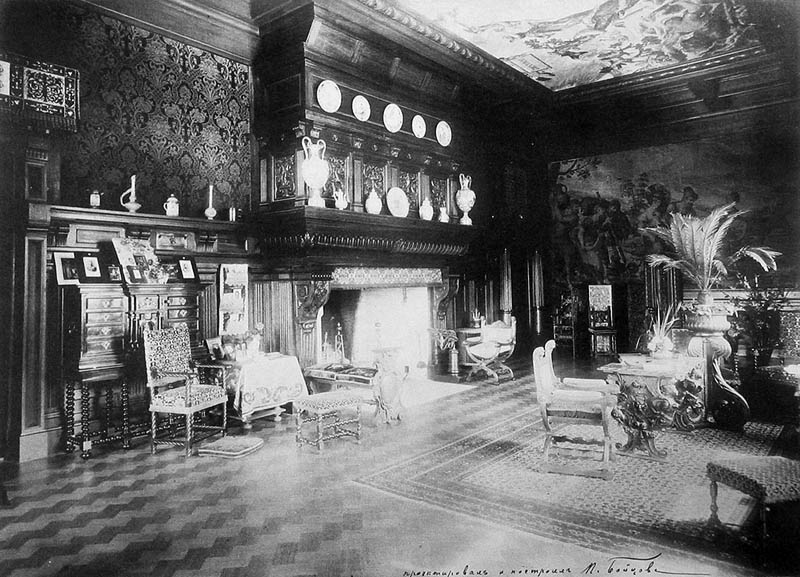
Grand salon du château vers 1890.
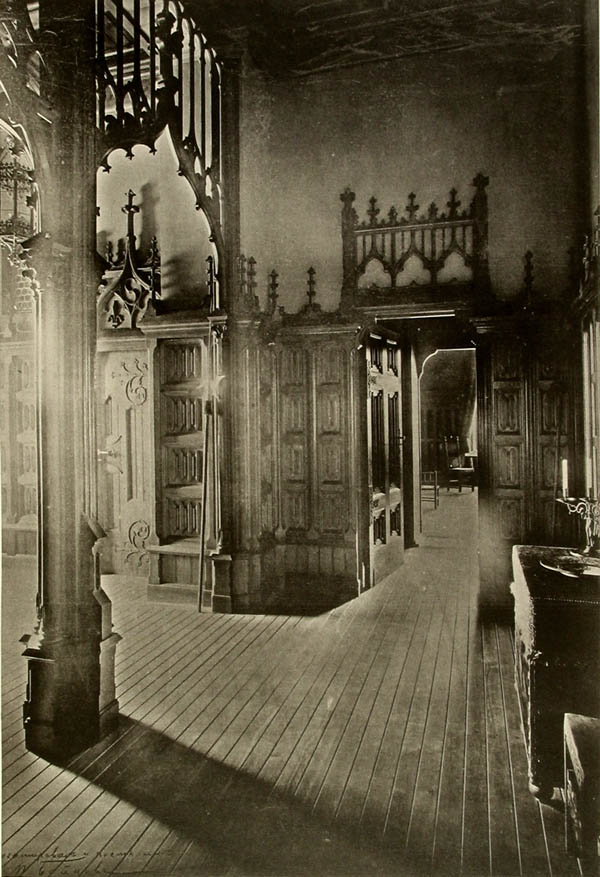
Intérieur du château vers 1890.